# Verdade do Povo
Verdade do Povo foi um programa exibido pela RecordTV entre 26 de maio de 2003 e 30 de janeiro de 2004.
Apresentado por Wagner Montes, o programa ia ao ar de segunda à sexta às 16:00.

## O programa
O programa se resumia a contar histórias reais e dramas pessoais, exibindo entrevistas com os envolvidos e cobrando soluções.

## Controvérsias
Mesmo não aparecendo no ranking da campanha "Quem financia a baixaria é contra a cidadania", o programa não conseguiu convencer o mercado de anunciantes, pois eles achavam o conteúdo apelativo. Mediante isso, a emissora decidiu tirar o programa do ar.

## Retorno em 2013
Em 4 de novembro, a Record Bahia lançou uma nova versão do programa, apresentado pela jornalista e apresentadora Analice Salles. Era exibido de segunda à sexta às 11 da manhã. O programa ficou no ar até 3 de janeiro de 2014, quando foi extinto para adequar a programação local à programação da rede.